# Jacqueline Cambas
Jacqueline C. Cambas (* in New York City) ist eine US-amerikanische Filmeditorin.

## Leben
Jacqueline Cambas wurde in New York City geboren. Von 1972 bis 1976 studierte sie an der University of California, Los Angeles Pädagogik und Psychologie. Cambas arbeitete zunächst als Lehrerin, bevor sie in die Filmbranche wechselte.
Ab Mitte der 1970er Jahre war sie als Filmeditorin tätig. Zunächst war sie Schnittassistentin für Tom Rolf, mit dem sie an Filmen wie Hardcore – Ein Vater sieht rot, Great Outdoors – Ferien zu dritt oder Black Rain arbeitete. Bald übernahm sie auch hauptverantwortlich den Schnitt von Fernseh- und Kinofilmen. Seit Die Zeit verrinnt, die Navy ruft (1984) arbeitete sie wiederholt mit Regisseur Richard Benjamin zusammen, so unter anderem an den Filmen City Heat – Der Bulle und der Schnüffler, Geschenkt ist noch zu teuer, Little Nikita, Meine Stiefmutter ist ein Alien, Downtown, Meerjungfrauen küssen besser, Made in America, Taschengeld, Mrs. Winterbourne, The Shrink is in – Wahnsinn auf zwei Beinen! oder Marci X – Uptown Gets Down.
Cambas ist Mitglied der American Cinema Editors (ACE), wo sie im Board of Directors seit dem Jahr 2017 Mitglied auf Lebenszeit ist.

## Filmografie (Auswahl)
- 1978: A Christmas to Remember (Fernsehfilm)
- 1980: The Gong Show Movie
- 1980: Midlife Crisis
- 1981: Zoot Suit
- 1982: Personal Best
- 1982: Katzenmenschen (Cat People)
- 1983: Surf II
- 1984: Die Zeit verrinnt, die Navy ruft (Racing with the Moon)
- 1984: City Heat – Der Bulle und der Schnüffler (City Heat)
- 1986: Geschenkt ist noch zu teuer (The Money Pit)
- 1987: Light of Day – Im Lichte des Tages (Light of Day)
- 1988: Little Nikita
- 1988: Meine Stiefmutter ist ein Alien (My Stepmother Is an Alien)
- 1990: Downtown
- 1990: Meerjungfrauen küssen besser (Mermaids)
- 1991: Frankie & Johnny (Frankie and Johnny)
- 1992: Der Außenseiter (School Ties)
- 1993: Made in America
- 1994: Taschengeld (Milk Money)
- 1995: Now and Then – Damals und heute (Now and Then)
- 1996: Mrs. Winterbourne
- 1998: Krieg im Pentagon (The Pentagon Wars, Fernsehfilm)
- 1998: Wunsch & Wirklichkeit (The Proposition)
- 1998: Mein Uropa, der Held (Tourist Trap, Fernsehfilm)
- 1999: Der Liebesbrief (The Love Letter)
- 2001: The Sports Pages (Fernsehfilm)
- 2001: Laughter on the 23rd Floor (Fernsehfilm)
- 2001: The Shrink is in – Wahnsinn auf zwei Beinen! (The Shrink Is In)
- 2001: Freddy Got Fingered
- 2003: Marci X – Uptown Gets Down (Marci X)
- 2004: The Goodbye Girl (Fernsehfilm)
- 2006: For the Love of a Child (Fernsehfilm)
- 2006: Das kleine Mord-Problem (A Little Thing Called Murder, Fernsehfilm)
- 2006: Relative Strangers
- 2006: Butterfly Effect 2 (The Butterfly Effect 2)
- 2006: Masters of Horror (Fernsehserie, Episode 2x06 Pelts)
- 2006–2008: Men in Trees (Fernsehserie, 16 Episoden)
- 2007: The Trouble with Romance
- 2008: Life (Fernsehserie, 3 Episoden)
- 2010: Pretty Little Liars (Fernsehserie, Episode 1x01)
- 2010: Rollers
- 2011: Der Vietnamkrieg – Trauma einer Generation (Vietnam in HD, Dokumentarserie, 4 Episoden)
- 2013: Killer Beauty (Fernsehfilm)
- 2022: 10 Tricks